# Печать Юты
Большая печать штата Юта (англ. Great Seal of the State of Utah) — один из государственных символов штата Юта, США. Была принята 3 апреля 1896 года на первой регулярной сессии законодательного собрания штата. Оригинал был разработан Гарри Эдвардсом и стоил $ 65.00.

## Описание
Белоголовый орлан, национальная птица Соединённых Штатов, символизирует протекцию Америки. Стрелы в когтях орла представляют храбрость в войне. Лилия, цветок штата Юта, означает мир. Государственный девиз «Industry» (англ. «Промышленность») символизируют тяжёлую работу ради движения вперёд. В центре расположен улей — традиционный мормонский символ. Перекрещённые флаги Союза показывают верность штата Юта Соединённым Штатам. Название штата расположено под ульем. Дата «1847» означает год, когда Бригам Янг привёл первых мормонов на территорию Юты. Золотой круг вокруг печати представляет незыблемый порядок. Щит под орланом символизирует защиту. По кругу идёт надпись «The Great Seal of the State of Utah» (англ. «Большая печать штата Юта») и «1896» — год, в котором Юта стала штатом.